# Prova ontologica di Gödel
La prova ontologica di Gödel è un argomento formale dell’esistenza di Dio elaborato dal logico matematico Kurt Gödel (1906–1978). La prova è un'estensione dell’argomento ontologico di sant’Anselmo di Canterbury (1033–1109), che succintamente può essere enunciato come segue: "Dio, per definizione, è ciò per cui non si può pensare di più grande. Dio esiste nell'intelletto. Se Dio esiste nell'intelletto, potremmo immaginare un essere più grande che esiste anche nella realtà. Perciò Dio deve esistere".  Una versione più elaborata fu data da Gottfried Leibniz (1646–1716); questa è la versione che Gödel studiò e tentò di chiarire col suo argomento ontologico.
Gödel lasciò nelle sue carte uno schema in quattordici punti relativo alle sue convinzioni filosofiche. I punti rilevanti per la prova ontologica includono:
1. Esistono altri mondi ed esseri razionali di tipo diverso e superiore.
2. Il mondo in cui viviamo non è l'unico in cui vivremo o avremo vissuto.
3. Esistono una filosofia e una teologia scientifica (esatte), che tratta concetti della più alta astrattezza; e questo è anche molto profittevole per la scienza.
4. Le religioni sono, per la maggior parte, cattive, ma la religione non lo è.

## Storia
La prima versione della dimostrazione ontologica nelle carte di Gödel è datata "intorno al 1941". Gödel non rivelò a nessuno il suo lavoro sulla prova fino al 1970, quando pensò di essere in punto di morte. Nel mese di febbraio permise a Dana Scott di copiare una versione della bozza, che circolò in privato. Nell'agosto 1970, Gödel disse a Oskar Morgenstern di essere "soddisfatto" della prova, ma quest’ultimo scrisse nel suo diario il 29 agosto 1970 che Gödel non avrebbe pubblicato perché temeva che altri potessero pensare "che crede davvero in Dio, mentre era impegnato solo in un'indagine logica (cioè nel mostrare che una tale dimostrazione con assunzioni classiche di completezza, ecc. assiomatizzate in modo corrispondente, è possibile)". Gödel morì il 14 gennaio 1978. Nelle sue carte fu scoperta un'altra versione, leggermente diversa da quella di Scott. Entrambe furono pubblicate postume nel 1987.
Nelle lettere a sua madre, che non era praticante e aveva cresciuto Kurt e suo fratello come liberi pensatori, Gödel sostenne a lungo di credere nell'aldilà. Lo stesso fece in un'intervista con uno scettico Hao Wang, che disse: "Ho espresso i miei dubbi mentre G. parlava. [...] Gödel sorrise mentre rispondeva alle mie domande, ovviamente consapevole che le sue risposte non mi stavano convincendo". Wang riferì che la moglie di Gödel, Adele, due giorni dopo la morte di Gödel, disse a Wang che "Gödel, sebbene non andasse in chiesa, era religioso e leggeva la Bibbia a letto ogni domenica mattina". In una risposta non inviata a un questionario, Gödel descrisse la sua religione come "battezzato luterano (sebbene non fosse membro di alcuna congregazione religiosa). La mia convinzione è teistica, non panteistica, che segue Leibniz piuttosto che Spinoza".
Il padre era formalmente cattolico, mentre la madre di Gödel era sinceramente luterana. Anche la moglie Adele era cattolica.
Secondo David P. Goldman, Gödel era anche un platonista che credeva nell'idea, vale a dire nel fatto che i numeri e le funzioni matematiche non fossero meri enti mentali, bensì che avessero un'esistenza propria, ad esempio nella mente di Dio. Sempre secondo Goldman, tale divinità non è il Dio benevolo della tradizione e neppure il Grande Architetto del disegno intelligente. È un Dio che «può agire come una persona», è celato nella creazione e può essere colto con l'intelletto. 

## Schema
La dimostrazione utilizza la logica modale, che distingue tra verità necessarie e verità contingenti. Nella semantica più comune per la logica modale, vengono considerati molti "mondi possibili". Una verità si dice necessaria se è vera in tutti i mondi possibili. Al contrario, se un'affermazione è vera nel nostro mondo, ma è falsa in un altro mondo, allora si dice che una verità ‘’contingente’’. Un'affermazione che è vera in un mondo (non necessariamente il nostro) è chiamata verità possibile.
Inoltre, la dimostrazione utilizza una logica di ordine superiore (modale) perché la definizione di Dio impiega una quantificazione esplicita sulle proprietà.
In primo luogo, Gödel assiomatizza la nozione di "proprietà positiva": per ogni proprietà φ , o φ o la sua negazione ¬φ devono essere positivi, ma non entrambi (assioma 2). Se una proprietà positiva φ implica una proprietà ψ in ogni mondo possibile, allora anche ψ è positivo (assioma 1). Gödel sostiene poi che ogni proprietà positiva è "possibilmente esemplificata", cioè si applica almeno a qualche oggetto in qualche mondo (teorema 1). Definisce un oggetto "come Dio" quello che ha tutte le proprietà positive (definizione 1) e richiede che tale proprietà sia essa stessa positiva (assioma 3, ovvero che "l'essere Dio" sia essa stessa una proprietà positiva). Gödel mostra che in qualche mondo possibile esiste un oggetto simile a Dio (teorema 2), chiamato di seguito "Dio". Quindi, procede a dimostrare che un oggetto simile a Dio esiste in ogni mondo possibile.
A tal fine, definisce le essenze: se x è un oggetto in un mondo, allora una proprietà φ si dice essere un'essenza di x se φ(x) è vero in quel mondo e se φ implica necessariamente tutte le altre proprietà che x ha in quel mondo (definizione 2). Richiedendo che le proprietà positive siano positive in ogni mondo possibile (assioma 4), Gödel può mostrare che la somiglianza a Dio è un'essenza di un oggetto simile a Dio (teorema 3). Ora, x si dice necessariamente esistente se, per ogni essenza φ di x, esiste un elemento y con proprietà φ in ogni mondo possibile (definizione 3). L'assioma 5 richiede l'esistenza necessaria per essere una proprietà positiva.
Quindi, deve derivare dalla somiglianza a Dio. Inoltre, la somiglianza a Dio è un'essenza di Dio, poiché implica tutte le proprietà positive: poiché qualsiasi proprietà non positiva è la negazione di alcune proprietà positive, Dio non può avere proprietà non positive. Poiché l'esistenza necessaria è anche una proprietà positiva (assioma 5), deve essere una proprietà di ogni oggetto divino, poiché ogni oggetto divino ha tutte le proprietà positive (definizione 1). Poiché qualsiasi oggetto simile a Dio è necessariamente esistente, ne consegue che qualsiasi oggetto simile a Dio in un mondo è un oggetto simile a Dio in tutti i mondi, per definizione di esistenza necessaria. Data l'esistenza di un oggetto simile a Dio in un mondo, dimostrata sopra, possiamo concludere che esiste un oggetto simile a Dio in ogni mondo possibile, come richiesto (teorema 4). Oltre all'assioma 1-5 e alla definizione 1-3, alcuni altri assiomi della logica modale sono stati tacitamente utilizzati nella dimostrazione.
Da queste ipotesi, è anche possibile provare che c'è un solo Dio in ogni mondo per il principio leibniziano dell'identità degli indiscernibili: due o più oggetti sono identici (gli stessi) se hanno tutte le loro proprietà in comune, e quindi, ci sarebbe un unico oggetto in ogni mondo che avrebbe le proprietà di Dio. Tuttavia, Gödel limitò di proposito la sua prova alla questione dell'esistenza, senza spingersi a dimostrare anche l'unicità.

## Notazione simbolica
{\displaystyle {\begin{array}{rl}{\text{Ax. 1.}}&\left(P(\varphi )\;\wedge \;\Box \;\forall x(\varphi (x)\Rightarrow \psi (x))\right)\;\Rightarrow \;P(\psi )\\{\text{Ax. 2.}}&P(\neg \varphi )\;\Leftrightarrow \;\neg P(\varphi )\\{\text{Th. 1.}}&P(\varphi )\;\Rightarrow \;\Diamond \;\exists x\;\varphi (x)\\{\text{Df. 1.}}&G(x)\;\Leftrightarrow \;\forall \varphi (P(\varphi )\Rightarrow \varphi (x))\\{\text{Ax. 3.}}&P(G)\\{\text{Th. 2.}}&\Diamond \;\exists x\;G(x)\\{\text{Df. 2.}}&\varphi {\text{ ess }}x\;\Leftrightarrow \;\varphi (x)\wedge \forall \psi \left(\psi (x)\Rightarrow \Box \;\forall y(\varphi (y)\Rightarrow \psi (y))\right)\\{\text{Ax. 4.}}&P(\varphi )\;\Rightarrow \;\Box \;P(\varphi )\\{\text{Th. 3.}}&G(x)\;\Rightarrow \;G{\text{ ess }}x\\{\text{Df. 3.}}&E(x)\;\Leftrightarrow \;\forall \varphi (\varphi {\text{ ess }}x\Rightarrow \Box \;\exists y\;\varphi (y))\\{\text{Ax. 5.}}&P(E)\\{\text{Th. 4.}}&\Box \;\exists x\;G(x)\end{array}}}

## Critiche
La maggior parte delle critiche alla dimostrazione di Gödel è rivolta ai suoi assiomi: come con qualsiasi dimostrazione in qualsiasi sistema logico, se gli assiomi da cui dipende la dimostrazione sono messi in dubbio, allora si può dubitare delle conclusioni. Ciò si può applicare in particolare alla dimostrazione di Gödel che si basa su cinque assiomi, alcuni dei quali sono considerati discutibili. Una dimostrazione non richiede che la conclusione sia corretta, ma piuttosto che accettandosi gli assiomi, la conclusione ne segua logicamente.
Molti filosofi hanno messo in discussione gli assiomi. Il primo livello di critica afferma semplicemente che non sono stati presentati argomenti a favore della veridicità degli assiomi. Un secondo livello è che questi particolari assiomi portano a conclusioni sgradevoli. Questa linea di pensiero fu argomentata da Jordan Howard Sobel, il quale ha mostrato che se gli assiomi sono accettati, portano a un "collasso modale" in cui ogni affermazione vera lo è necessariamente senza verità contingenti, cioè gli insiemi di necessario, di contingente e di verità possibili coincidono (ammesso che ci siano mondi accessibili). Secondo Robert Koons, in un documento del 2005 Sobel suggerì che Gödel avrebbe potuto accogliere con favore il collasso modale.
C. Anthony Anderson presentò vari emendamenti alla dimostrazione, ritenuti confutabili da Anderson e da Michael Gettings. Sobel difese la prova del collasso modale dalle critiche di Koons.
La dimostrazione di Gödel fu messa in discussione anche da Graham Oppy, che si domandò se gli assiomi provassero l'esistenza di molti altri quasi-dèi. Gettings concordò sulla discutibilità degli assiomi di Gödel, ma non sull'applicabilità del controesempio di Oppy agli assiomi stessi.
Lo studioso di filosofia della religione padre Robert J. Spitzer accettò la prova di Gödel, definendola "un miglioramento rispetto all'argomento ontologico anselmiano (che non funziona)".
Esistono, tuttavia, molte altre critiche, la maggior parte incentrate sulla questione se questi assiomi debbano essere rifiutati per evitare conclusioni strane. La critica più estesa pertiene al fatto che, se non si può dimostrare che gli assiomi sono falsi, ciò non significa che siano veri. La famosa osservazione di Hilbert sull'intercambiabilità dei nomi dei primitivi si applica ai nomi degli assiomi ontologici di Gödel ("positivo", "divino", "essenza") così come a quelli degli assiomi della geometria hilbertiana ("punto", "linea", "piano"). Secondo quanto André Fuhrmann asserì nel 2005, resta da dimostrare che la sfolgorante nozione imposta dalle tradizioni e spesso ritenuta essenzialmente misteriosa, soddisfi gli assiomi di Gödel. Questo non è un compito matematico, bensì teologico. È questo compito che decide di quale Dio della religione sia stata dimostrata l’esistenza.

## Versioni verificate dal computer
Christoph Benzmüller e Bruno Woltzenlogel-Paleo formalizzarono la dimostrazione di Gödel a un livello adatto per la dimostrazione automatica di teoremi o almeno alla verifica al computer tramite assistenti di dimostrazione. La loro impresa fece scalpore sulla carta stampata tedesca. Gli autori di questa ricerca affermarono di essere stati ispirati dal libro di Melvin Fitting.
Nel 2014 la prova fu verificata al computer secondo la notazione simbolica proposta nelle sezioni precedenti. Essi dimostrarono anche che gli assiomi di questa versione sono coerenti, ma implicano un collasso modale, confermando così l'argomentazione di Sobel del 1987.
Nello stesso articolo, sospettavano che la versione originale degli assiomi di Gödel fosse di Dana Scott. Essa differiva dalla versione originale di Gödel perché ometteva la prima congiunzione {\displaystyle \varphi (x)} dalla seconda definizione. Gli autori non riuscirono a provarne la consistenza, concludendo che essa era inconsistente.
Nel 2016 fornirono una prova computerizzata che questa versione implica, cioè è inconsistente in ogni logica modale avente una relazione di accessibilità riflessiva o simmetrica. Inoltre, affermarono che questa versione è incoerente in ogni logica, ma non riuscirono a darne prova duplicandola con la dimostrazione automatica. Tuttavia, furono in grado di riformulare l'argomento elaborato da Melvin Fitting e di garantirne la coerenza.

## Nella letteratura
Una variante umoristica della dimostrazione ontologica di Gödel è menzionata nel romanzo di Quentin Canterel intitolato The Jolly Coroner. La prova è citata anche nella serie TV Hand of God.
Il romanzo di Jeffrey Kegler del 2007 The God Proof descrive la (fittizia) riscoperta del taccuino perduto di Gödel sulla prova ontologica.